# Барсуков, Анатолий Иванович (директор)
Анато́лий Ива́нович Барсуко́в (12 ноября 1931, Оренбург, РСФСР, СССР — 27 февраля 2016, Уфа, Башкортостан, Российская Федерация) — советский и российский хозяйственный деятель, генеральный директор объединения «Башавтотранс» (1976—2000), народный депутат РСФСР (1990—1993).

## Биография
Родился в рабочей семье. С 15 лет начал работать разнорабочим в совхозе, чтобы поддержать семью. Затем трудился слесарем. В 1948 г. начал работать водителем грузового автомобиля Чкаловской автобазы «Россовхозавтотранса».
Позже окончил автомобильный техникум. Получил высшее образование во Всесоюзном заочном финансово-экономическом институте.
С 1954 г. — старший механик Кумертауской автоконторы № 11. В 1955 г. он становится главным инженером автоколонны № 1518 Баштрансуправления при Минавтотрансе РСФСР в городе Кумертау. В 1959 г. возглавил предприятие. Через несколько лет автоколонна стала одним из передовых предприятий отрасли в РСФСР.
В 1973 г. был назначен главным инженером Башкирского транспортного управления, в 1978 г. — начальником управления, а в 1988 г. — генеральным директором Башкирского территориального объединения «Башавтотранс». За период его руководства на предприятии повысилась эффективность автомобильных перевозок. По инициативе его инициативе была внедрена контейнерная система перевозки грузов.
Избирался народным депутатом РСФСР (1990—1993), депутатом Верховного Совета РСФСР 12-го созыва, Верховного Совета Башкирской АССР 9‑12-го, Государственного Собрания‑Курултая Республики Башкортостан 1-го созывов.
С 1999 г. на пенсии, являлся председателем республиканского Совета ветеранов автотранспорта общего пользования.

## Награды
Был награждён орденами Ленина, Октябрьской Революции, Трудового Красного Знамени, Дружбы народов, медалью ордена «За заслуги перед Отечеством» II степени, удостоен почетного звания «Заслуженный работник транспорта РСФСР».